# Чернухино (станция)
Чернухино — узловая грузо-пассажирская железнодорожная станция (с 1904 года) Дебальцевского отделения Донецкой железной дороги на разделении линий Дебальцево-Торез и Дебальцево-Попасная. Расположена в одноимённом посёлке городского типа Чернухино Попаснянского (согласно ЛНР)/Перевальского района (согласно Луганской области Украины) между станциями Дебальцево-Сортировочная (6 км) и Боржиковка (9 км). До начала интенсивных военных действий в Донбассе на станции останавливались пригородные электропоезда.